# راوية الشوا
راوية رشاد سعيد الشوا (1944 - 2017) هي سياسة فلسطينية، كانت نائبًا في المجلس التشريعي الفلسطيني منذُ 1996 حتى وفاتها.

## حياتها
وُلدت راوية في 24 ديسمبر 1944 في حي الشجاعية شرقَ مدينة غزة لأمٍ لبنانية وأبٍ فلسطيني، فوالدها هوَ رشاد الشوا الذي شغل منصب قائم مقام في مدينة حيفا عام 1935 وعملَ رئيسًا لبلدية غزة في الفترة ما بين 1972-1975. تزوجت من عون سعدي الشوا أولُ رئيسٍ لبلدية غزة في عهدِ السلطة الوطنية الفلسطينية، وأنجبت منهُ أربع أبناء. تُجيد اللغة الإنجليزية، وحصلت على مساقاتٍ جامعية في الجامعة الأمريكية بالقاهرة.
عملت راوية في مجال التجارة، كما عملت في مجال الصحافة حيثُ كتبت في صحيفة النهار المقدسية، ثم انتقلت للكتابة في جريدة القدس. في بداية التسعينات أسست راوية مجموعة غزة الثقافية، حيُث عمِلت فيها على تنظيم الندوات وورشات العمل، وفي عام 2003 أعادت تأسيسها كجمعيةٍ تحمل اسم «مجموعة غزة للثقافة والتنمية»، كما كانت رواية رئيس و/أو عضو في العديد من المؤسسات والجمعيات الفلسطينية.
انتخبت عضوًا في المجلس التشريعي الفلسطيني عام 1996 كنائبٍ مُستقل عن محافظة غزة وحصلت على 18,295 صوتًا. وأسست وترأست كتلة التحالف الديمقراطي، وفي عام 2006 أُعيدَ انتخابها عضوًا في المجلس التشريعي الفلسطيني وبقيت فيه حتى تُوفيت في 4 يوليو 2017.

## وفاتها
توفيت راوية في 4 يوليو 2017 في مدينة غزة بعد صراعٍ طويلٍ مع المرض امتد حوالي عام ونصف.